# داستان پلیس (فیلم ۱۹۸۵)
داستان پلیس (چینی سنتی: 警察故事; ماندارین پین‌یین: Jǐngchá Gùshì; یوت‌پینگ: Ging2 caat3 gu3 si6) یک فیلم کمدی اکشن و جنایی محصول سال ۱۹۸۵ سینمای هنگ کنگ به کارگردانی و بازی جکی چان است که فیلم‌نامه آن را به همراه ادوارد تانگ نوشته بود. این فیلم نخستین قسمت از سری فیلم‌های داستان پلیس است که در آن جکی چان به عنوان یک کارآگاه هنگ گنکی با نام «کوین کا-کوی» به هنرنمایی می‌پردازد.
چان پس از یک تجربه ناامیدکننده در همکاری با جیمز گلیکنهاوس در فیلم «محافظ» (۱۹۸۵) که قرار بود ورود او به بازار فیلم آمریکا باشد، کار روی این فیلم را آغاز کرد. «داستان پلیس» شامل سکانس‌های اکشن بزرگ زیادی با بدلکاری‌های پیچیده و خطرناک است که توسط چان و تیم بدلکاری‌اش انجام می‌شود، از جمله تعقیب و گریز با ماشین، آویزان شدن چان از یک اتوبوس پرسرعت، حرکات آکروباتیک پارکور مانند و درگیری در یک مرکز خرید با شیشه‌های خردشونده که در نهایت به سر خوردن چان از یک تیر چراغ برق منفجر شده و افتادن او به زمین منجر می‌شود. بخش عمده‌ای از فیلم پیرامون سکانس‌های اکشن ساخته شده است که چان و فیلمسازان از طریق پیشرفت خطی آنها را توسعه داده‌اند.
فیلم «داستان پلیس» در آسیا و اروپا با فروش تقریبی ۱۸٬۷۲۴٬۰۰۰ دلار آمریکا (معادل ۵۴٬۷۰۰٬۰۰۰ دلار در سال ۲۰۲۴) در گیشه سینماها موفق بود. این فیلم در جوایز فیلم هنگ کنگ ۱۹۸۶ جایزه بهترین فیلم را از آن خود کرد. طبق زندگینامه چان، او «داستان پلیس» را بهترین فیلم اکشن خود می‌داند. از زمان اکرانش، «داستان پلیس» بارها به عنوان یکی از بزرگ‌ترین فیلم‌های اکشن تمام دوران معرفی شده است. همچنین به عنوان یکی از بهترین فیلم‌های هنرهای رزمی تمام دوران شناخته می‌شود. در سال ۲۰۱۶، «داستان پلیس» در نظرسنجی تایم اوت از منتقدان فیلم، کارگردانان، بازیگران و بدلکاران به عنوان پنجمین فیلم اکشن برتر تمام دوران انتخاب شد. سکانس اکشن پایانی چان در مرکز خرید به عنوان یکی از بزرگ‌ترین بدلکاری‌ها در تاریخ سینمای اکشن در نظر گرفته می‌شود. نسخه بازسازی شده ۴کی این فیلم در ۱ فوریه ۲۰۱۹ به‌طور محدود در سینماهای آمریکای شمالی اکران شد. دنباله آن، «داستان پلیس ۲»، در سال ۱۹۸۸ اکران شد.

## جوایز و نامزد کسب جایزه
- ۱۹۸۶ جوایز فیلم هنگ کنگ
  - برنده: بهترین تصویر
  - برنده: بهترین بدکاری (جکی چان تیم بدلکاری)
  - نامزد: بهترین کارگردانی (جکی چان)
  - نامزد: بهترین بازیگر نقش اول مرد (جکی چان)
  - نامزد: بهترین بازیگر نقش مکمل زن (بریجیت لین)
  - نامزد: بهترین فیلمبرداری (چونگ یی)
  - نامزد: بهترین تدوین فیلم (پیتر چونگ)

## گیشه
این فیلم در گیشه هنگ کنگ ۲۶٬۶۲۶٬۷۶۰ دلار هنگ کنگ فروش داشت و به سومین فیلم پرفروش سال تبدیل شد. در تایوان، بین سال‌های ۱۹۸۵ تا ۱۹۸۶، ۲۰٬۵۴۹٬۶۷۰ دلار تایوان فروش داشت و به یکی از ده فیلم پرفروش سال ۱۹۸۶ تبدیل شد. در ژاپن، هشتمین فیلم پرفروش خارجی سال ۱۹۸۶ بود و در گیشه ژاپن ۱٫۹ میلیارد ین فروش داشت. در کره جنوبی، سومین فیلم پرفروش سال ۱۹۸۸ بود و ۱۹۲٬۳۲۷ بلیت در شهر سئول به فروش رسید.